# Yoshiko Wakabayashi
Yoshiko Wakabayashi (21 de maio de 1950) é uma pesquisadora brasileira, titular da Academia Brasileira de Ciências na área de Ciências Matemáticas desde 2019. É graduada em Licenciatura em Matemática pela Universidade de São Paulo, mestre em Matemática Aplicada pela Universidade de São Paulo, e doutora em Matemática Aplicada pela Universität Augsburg. É professora titular do departamento de computação do Instituto de Matemática e Estatística da Universidade de São Paulo.
Foi condecorada com a comenda da Ordem Nacional do Mérito Científico.

## Trajetória
Em 1977 concluiu pela USP o Mestrado - sob orientação de Imre Simon - com a dissertação Sobre grafos hamiltonianos. Em 1986 concluiu pela Universität Augsburg o Doutorado em Matemática Aplicada - sob orientação de Martin Grötschel - com a tese Aggregation of Binary Relations: algorithmic and polyhedral investigations.

## Prêmios e honrarias
Ao longo de sua carreira, Yoshiko Wakabayashi recebeu prêmios e honrarias tais como:
- 2020: Prêmio do Mérito Científico, Sociedade Brasileira de Computação.[6]
- 2010: Comendador, ONMC - Ordem Nacional do Mérito Científico, Ministério da Ciência e Tecnologia.[7]